# Tithi
Tithi (dewanagari तिथि) – sztuczna jednostka czasu w indyjskim kalendarzu sakralnym samwatsara; dzień księżycowy, 1/30 miesiąca księżycowego. 
| Dzień księżycowy Nr | Krysznapaksza (ciemna połowa miesiąca) | Gaurapaksza (jasna połowa miesiąca) |
| ------------------- | -------------------------------------- | ----------------------------------- |
| 1                   | Prathama (Pratipata)                   | Prathama, Pratipata                 |
| 2                   | Dwitija                                | Dwitija                             |
| 3                   | Tritija                                | Tritija                             |
| 4                   | Ćaturthi                               | Ćaturthi                            |
| 5                   | Panćami                                | Panćami                             |
| 6                   | Szaszti                                | Szaszti                             |
| 7                   | Saptami                                | Saptami                             |
| 8                   | Asztami                                | Asztami                             |
| 9                   | Nawami                                 | Nawami                              |
| 10                  | Dasami                                 | Dasami                              |
| 11                  | Ekadaśi                                | Ekadaśi                             |
| 12                  | Dwadaśi                                | Dwadaśi                             |
| 13                  | Trajodaśi                              | Trajodaśi                           |
| 14                  | Ćaturdaśi                              | Ćaturdaśi                           |
| 15                  | Amawasja (Nów Księżyca)                | Purnima (Pełnia Księżyca)           |